# Torneo masculino de hockey en los Juegos Olímpicos de la Juventud Singapur 2010
El torneo masculino de hockey sobre hierba masculino en los Juegos Olímpicos de la Juventud 2010 fue una disciplina olímpica. El evento se llevó a cabo en el Sengkang Hockey Stadium en Singapur. Participaron seis selecciones con jugadores menores de 18 años.

## Resultados

### Primera fase

#### Tabla
| Equipo    | PJ | G | E | P | GF | GC | Dif | Pnts |
| --------- | -- | - | - | - | -- | -- | --- | ---- |
| Australia | 5  | 5 | 0 | 0 | 36 | 6  | +30 | 15   |
| Pakistán  | 5  | 4 | 0 | 1 | 30 | 12 | +18 | 12   |
| Bélgica   | 5  | 3 | 0 | 2 | 27 | 13 | +14 | 9    |
| Ghana     | 5  | 2 | 0 | 3 | 12 | 24 | −12 | 6    |
| Chile     | 5  | 1 | 0 | 4 | 6  | 38 | −32 | 3    |
| Singapur  | 5  | 0 | 0 | 5 | 5  | 23 | −18 | 0    |

|  | Clasificado al partido por la medalla de oro.    |
|  | Clasificado al partido por la medalla de bronce. |
|  | Clasificado al partido por el 5° puesto.         |

#### Calendario
| Fecha | Hora¹ | Partido   | Partido | Partido   | Resultado |
| ----- | ----- | --------- | ------- | --------- | --------- |
| 17.08 | 16:00 | Pakistán  | -       | Ghana     | 6 - 3     |
| 17.08 | 18:00 | Bélgica   | -       | Chile     | 9 - 0     |
| 17.08 | 20:30 | Singapur  | -       | Australia | 0 - 8     |
| 18.08 | 16:30 | Pakistán  | -       | Chile     | 15 - 1    |
| 18.08 | 18:30 | Australia | -       | Ghana     | 8 - 0     |
| 18.08 | 20:30 | Singapur  | -       | Bélgica   | 1 - 8     |
| 20.08 | 16:00 | Australia | -       | Bélgica   | 6 - 3     |
| 20.08 | 18:00 | Chile     | -       | Ghana     | 3 - 4     |
| 20.08 | 20:30 | Singapur  | -       | Pakistán  | 1 - 4     |
| 21.08 | 16:30 | Ghana     | -       | Bélgica   | 3 - 6     |
| 21.08 | 18:30 | Pakistán  | -       | Australia | 2 - 5     |
| 21.08 | 20:30 | Singapur  | -       | Chile     | 1 - 2     |
| 23.08 | 16:00 | Australia | -       | Chile     | 9 - 0     |
| 23.08 | 18:00 | Bélgica   | -       | Pakistán  | 2 - 3     |
| 23.08 | 20:30 | Singapur  | -       | Ghana     | 1 - 2     |

### Partidos de clasificación

#### Partido por el quinto puesto (5°-6°)
| Fecha | Hora¹ | Partido | Partido | Partido  | Resultado |
| ----- | ----- | ------- | ------- | -------- | --------- |
| 25.08 | 15:00 | Chile   | -       | Singapur | 1 - 6     |

#### Partido por la medalla de bronce (3°-4°)
| Fecha | Hora¹ | Partido | Partido | Partido | Resultado |
| ----- | ----- | ------- | ------- | ------- | --------- |
| 25.08 | 17:30 | Bélgica | -       | Ghana   | 4 - 1     |

### Final
| Fecha | Hora¹ | Partido   | Partido | Partido  | Resultado |
| ----- | ----- | --------- | ------- | -------- | --------- |
| 25.08 | 20:00 | Australia | -       | Pakistán | 2 - 1     |

## Posiciones finales
| 1 . Australia             |
| 2 . Pakistán              |
| 3 . Bélgica               |
| 4 . Ghana                 |
| 5 . Singapur (país local) |
| 6 . Chile                 |